# 胡金銓
胡 金銓（キン・フー、1931年4月29日 - 1997年1月14日）は、中国の映画監督。『侠女』を手がけたことで知られている。

## 経歴
1931年、北平市に生まれる。19歳の頃、香港へ渡る。
ショウ・ブラザーズにてデザイナーや俳優、脚本家として活動したのち、1965年に『大地兒女』で映画監督デビュー。監督第二作の『大酔侠』で成功を収める。1967年に手がけた『残酷ドラゴン 血斗竜門の宿』は、香港の興行収入の記録を打ち立てた。1975年、『侠女』が第28回カンヌ国際映画祭の高等技術委員会グランプリを受賞する。1979年、『山中傳奇』で第16回金馬奨の最優秀監督賞を受賞する。
1997年1月14日、台北市にて死去。65歳没。

## フィルモグラフィー

### 監督
- 大地兒女（1965年）
- 大酔侠（1966年）兼脚本
- 残酷ドラゴン 血斗竜門の宿（1967年）兼脚本
- 喜怒哀楽「怒」（1970年）
- 侠女 第一部：チンルー砦の戦い（1970年）／第二部：最後の法力（1971年）兼脚本
- 迎春閣之風波（1973年）兼脚本
- 忠烈図（1975年）兼脚本・製作
- 空山霊雨（1979年）兼美術
- 山中傳奇（1979年）兼脚本
- 終身大事（1981年）
- 天下第一（1983年）
- 大輪廻 第一話（1983年）
- スウォーズマン/剣士列伝（1990年、途中降板）
- ジョイ・ウォンの魔界伝説（1992年）

### その他
- 一板之隔（1952年、朱石麟監督） - 美術
- 一家春（1952年、陶秦監督） - 美術
- 吃耳光的人（1953年、厳俊監督） - 美術・出演
- 有口難言（1955年、婁胎哲監督） - 助監督
- 雪裡紅（1956年、李翰祥監督） - 出演
- 金鳳（1956年、厳俊監督） - 助監督・出演
- 長巷（1956年、卜萬蒼監督） - 出演
- 三姉妹（1957年、卜萬蒼監督） - 出演
- 江山美人（1959年、李翰祥監督） - 出演
- 客途秋恨（1990年、アン・ホイ監督） - 製作総指揮

## 関連文献
- キン・フー、山田宏一、宇田川幸洋『キン・フー武侠電影作法』草思社、1997年。ISBN 978-4-7942-0770-8。